# Rohrberg (Naturschutzgebiet)
Das Naturschutzgebiet Rohrberg liegt rund zwei Kilometer südlich des Naturwaldreservats Eichhall im Hohen Spessart nahe der Autobahnausfahrt Rohrbrunn. Es umfasst eine Fläche von rund 10 Hektar und wurde bereits 1928 unter Schutz gestellt, womit es zu den ältesten Naturschutzgebieten in Bayern gehört.

## Geschichte
Der lichte Eichenwald mit einzelnen zwischen 500 und 800 Jahre alten Exemplaren verdankt seine Entstehung und Erhaltung der besonderen Bewirtschaftung, die bis 1803 nach jagdlichen Gesichtspunkten erfolgte. Die Eicheln dienten als Wildäsung. Das Gebiet wurde erstmals mit am  6. Januar 1928 unter Schutz und ist damit Bayerns ältestes Naturschutzgebiet. Die aktuelle Verordnung ist vom 22. Januar 1979.

## Vegetation
Jahrhundertealte knorrige Eichen prägen den Wald, der nicht natürlich aufgewachsen ist, sondern aus einem Eichenhutewald entstand, in dem über mehrere Jahrhunderte immer wieder Vieh aus Rohrbrunn geweidet wurde. Die ebenfalls vorhandenen, wesentlich jüngeren Buchen zeigen, dass sie ohne das Zutun des Menschen im Rohrberg dominieren würden. Um die Konkurrenz zu den alten Eichen zu entschärfen, wurden einige wenige Buchen und Lärchen gefällt. Ihr Holz blieb als wertvolles Totholz im Bestand liegen.

## Fauna
Das NSG Rohrberg bietet seltenen Vögeln, Käfern und Pilzen, die auf alte Bäume und mächtiges Totholz angewiesen sind, einen Lebensraum, der diesen Arten das Überleben sichern kann. Dazu gehören der Halsbandschnäpper, Mittel- und Grauspecht, die einzige baumbrütende Mauerseglerkolonie Bayerns, der Eremit und der Hirschkäfer sowie Igelstachelbart.